# Windpark El Arrayán

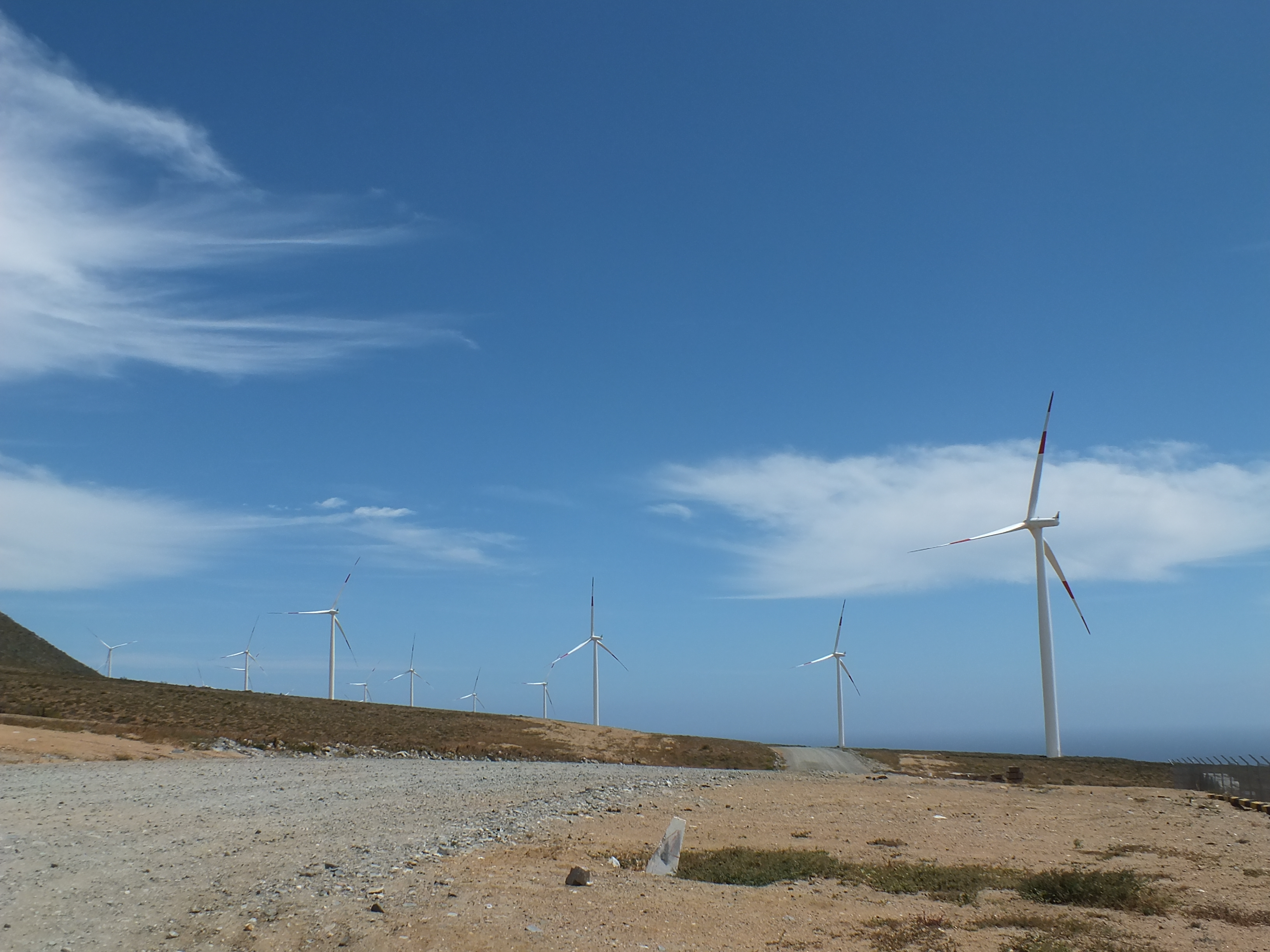
Windpark El Arrayán (2015)

Der Windpark El Arrayán (spanisch Parque Eólico El Arrayán) ist ein Windpark in der Nähe der Kleinstadt Ovalle, Región de Coquimbo, Chile. Er befindet sich ungefähr 400 km nördlich von Santiago de Chile.
Mit dem Bau des Windparks wurde im Mai 2012 begonnen. Die erste Windkraftanlage wurde am 29. Oktober 2013 errichtet. Der Windpark ging im Juni 2014 in Betrieb. Er wurde am 30. August 2014 offiziell durch die damalige Präsidentin Chiles, Michelle Bachelet, eröffnet.
Der Windpark El Arrayán besteht aus 50 Turbinen des Typs Siemens SWT-2.3-101 mit jeweils 2,3 MW Leistung. Zum Zeitpunkt der Eröffnung war er mit 115 MW installierter Leistung der größte Windpark in Chile. Die Gesamtkosten des Projekts werden mit 245 (bzw. 300) Mio. USD angegeben.
Der Windpark ist im Besitz eines Joint Ventures von Pattern Energy Group Inc (70 %) und Antofagasta Minerals SA (30 %). Er wird von Pattern Energy betrieben.